# 네코드 뮤직
네코드 뮤직(Necord Music)은 넥슨의 게임 음악 제작 레이블이다. 2016년 4월 19일 브랜드가 론칭되었다.

## 제작 참여 게임
- 메이플스토리
- 카트라이더
- 클로저스
- 테일즈위버